# Горње Селиште
Горње Селиште је насељено мјесто на подручју града Глине, у Банији, Сисачко-мославачка жупанија, Република Хрватска.

## Историја
Горње Селиште се од распада Југославије до августа 1995. године налазило у Републици Српској Крајини.

## Становништво
| Националност       | 1991. | 1981. | 1971. | 1961. |
| Срби               | 189   | 196   | 209   | 253   |
| Југословени        | 4     | 4     | 2     |       |
| Хрвати             | 4     | 2     |       |       |
| Муслимани          |       | 1     | 1     |       |
| остали и непознато | 2     |       |       |       |
| Укупно             | 199   | 203   | 212   | 253   |

| Демографија | Демографија | Демографија |
| Година      | Становника  | Становника  |
| ----------- | ----------- | ----------- |
| 1961.       | 253         |             |
| 1971.       | 212         |             |
| 1981.       | 203         |             |
| 1991.       | 199         |             |
| 2001.       | 70          |             |
| 2011.       |             | 55          |

## Знамените личности
- Љубан Једнак